# ویش (پلون)
ویش (به آلمانی: Wisch) یک شهر در آلمان است که در پلون واقع شده‌است. ویش ۷۴۹ نفر جمعیت دارد.